# Castelnau-Rivière-Basse
Castelnau-Rivière-Basse – miejscowość i gmina we Francji, w regionie Oksytania, w departamencie Pireneje Wysokie.
Według danych na rok 1990 gminę zamieszkiwało 670 osób, a gęstość zaludnienia wynosiła 36 osób/km² (wśród 3020 gmin regionu Midi-Pireneje Castelnau-Rivière-Basse plasuje się na 484. miejscu pod względem liczby ludności, natomiast pod względem powierzchni na miejscu 610.).